# Issacaris bullocki
Issacaris bullocki är en skalbaggsart som beskrevs av Gutierrez 1952. Issacaris bullocki ingår i släktet Issacaris och familjen Melolonthidae. Inga underarter finns listade i Catalogue of Life.